# Miguel Romano Gómez
Miguel Romano Gómez (ur. 21 stycznia 1959 w El Paso) – meksykański duchowny rzymskokatolicki, w latach 2000–2014 biskup pomocniczy Guadalajary.

## Życiorys
Święcenia kapłańskie przyjął 26 maja 1985. 18 marca 2000 został prekonizowany biskupem pomocniczym Guadalajary ze stolicą tytularną Vagal. Sakrę biskupią otrzymał 9 kwietnia 2000. 17 listopada 2014 zrezygnował z urzędu.